# Георги Кехайов (музикант)
Георги Кехайов е български кавалджия.
Роден е през 1904 година в Дерекьой, Къзълагачко. В Междувоенния период става един от първите професионални изпълнители на българска народна музика. В началото на 20-те години е сред най-търсените сватбарски музиканти в Тракия, а през 1926 година печели национален конкурс за народни изпълнители. През 30-те години записва грамофонни плочи и негови изпълнения са излъчвани по радиото. Днес той е смятан за първия популяризатор на кавала като инструмент с възможности за представяне на солови концерти.
Георги Кехайов умира през 1977 година.